# Sân bay Nürnberg
Sân bay Nürnberg (tiếng Đức: Flughafen Nürnberg) (IATA: NUE, ICAO: EDDN) là một sân bay quốc tế của vùng đô thị ở Nürnberg, là sân bay bận rộn thứ nhì ở Bayern. Đây là sân bay lớn thứ thứ 10 ở Đức và thứ 67 ở châu Âu.

## Một vài con số
- Sân đỗ máy bay: 196.000 m²
- Diện tích sân đỗ trước các hangar: 20.000 m²
- Số chỗ đỗ máy bay: 35
- Nhà ga hành khách: 2 sảnh đi, 1 sảnh đến
- Sân đỗ xe cho hơn 6000 xe hới
- Kho chứa trung tâm vận chuyển hàng hóa: 16.400 m²
- Đường băng: 2.700 m (rộng 45 m)
- Thời gian hoạt động trong ngày: 24/24h

## Số liệu thống kê
| năm  | Lượt khác | Lượt chuyến | Hàng hóa và thư (tấn) |
| ---- | --------- | ----------- | --------------------- |
| 2023 | 3,923,254 | 50,313      | 4,465                 |
| 2022 | 3.272.138 | 48.216      | 5.583                 |
| 2021 | 1,063,153 | 33,094      | 7,943                 |
| 2020 | 916,963   | 30,056      | 6,888                 |
| 2019 | 4,111,689 | 61,456      | 7,181                 |
| 2018 | 4,466,864 | 66,074      | 8,337                 |
| 2017 | 4.186.962 | 64.111      | 8.124                 |
| 2016 | 3.484.825 | 59.602      | 7.372                 |
| 2015 | 3.381.681 | 60.117      | 7.859                 |
| 2014 | 3.257.348 | 61.257      | 8.806                 |
| 2013 | 3.309.629 | 62.639      | 9.959                 |
| 2012 | 3.597.136 | 64.375      | 9.974                 |
| 2011 | 3.962.617 | 67.717      | 10.445                |
| 2010 | 4.068.799 | 70.779      | 9.683                 |
| 2009 | 3.965.743 | 71.217      | 10.611                |
| 2008 | 4.269.606 | 76.767      | 12.992                |
| 2007 | 4.238.275 | 81.025      | 15.084                |
| 2006 | 3.961.458 | 78.104      | 14.359                |
| 2005 | 3.843.710 | 76.119      | 12.034                |
| 2004 | 3.648.580 | 71.818      | 13.342                |
| 2003 | 3.290.299 | 73.241      | 12.996                |
| 2002 | 3.208.287 | 77.857      | 16.177                |
| 2001 | 3.195.818 | 83.807      | 18.227                |
| 2000 | 3.149.881 | 86.704      | 58.961                |
| 1999 | 2.779.412 | 83.728      | 19.344                |
| 1998 | 2.518.028 | 84.041      | 35.501                |
| 1997 | 2.418.338 | 82.984      | 88.886                |
| 1996 | 2.225.005 | 78.836      | 45.364                |
| 1995 | 2.250.694 | 79.424      | 40.234                |
| 1994 | 1.880.151 | 75.162      | 29.171                |
| 1993 | 1.821.027 | 74.485      | 18.552                |
| 1992 | 1.667.810 | 77.363      | 10.911                |
| 1991 | 1.427.230 | 75.327      | 10.588                |

## Các hãng hàng không và tuyến bay
- Air France
  - Air France do HOP! đảm trách (Paris-Charles de Gaulle)
- Air Via (Bourgas, Varna) [theo mùa]
- Austrian Airlines
  - Austrian Airlines do Austrian Arrows cung ứng (Vienna)
- Bulgarian Air Charter (Bourgas, Varna) [theo mùa]
- Condor (Antalya, Izmir[theo mùa])
- Eurocypria (Larnaca)
- KLM
  - KLM do KLM Cityhopper đảm trách (Amsterdam)
- Lufthansa (Frankfurt)
  - Lufthansa do Contact Air cung cấp (Brussels, Düsseldorf, Munich)
  - Lufthansa cung ứng bởi Eurowings (Düsseldorf, Frankfurt, Paris-Charles de Gaulle)
  - Lufthansa cung ứng bởi Lufthansa CityLine (Berlin-Tegel, Frankfurt, Hamburg, Munich)
- Pegasus Airlines
- SAS Scandinavian Airlines (Copenhagen)
- Sky Airlines (Antalya)
- SunExpress (Antalya)
- Swiss International Air Lines
  - Swiss International Air Lines cung ứng bởi Swiss European Air Lines (Zurich)
- Tunisair [theo mùa]
- Turkish Airlines (Istanbul-Atatürk)
- TUIfly (Antalya, Fuerteventura, Heraklion, Hurgada, Korfu, Kos, Las Palmas de Gran Canaria, Palma de Mallorca, Rhodes, Thessaloniki)